# L'ombra del testimoni
L'ombra del testimoni (títol original Someone to Watch Over Me) és una pel·lícula estatunidenca dirigida per Ridley Scott, estrenada el 1987. Ha estat doblada al català.

## Argument
Mike Keegan, policia amb bones relacions, tot d'una es fa guardaespatlles de Claire Gregory, jove dona rica que ha estat testimoni de l'homicidi d'un dels seus amics, assassinat pel gàngster Joey Venza. Tractat en principi com a criat, Mike penetra a poc a poc en la vida de la seva protegida fins a esdevenir el seu amant. Se separa llavors de la seva dona Ellie per viure amb Claire. Llavors Venza pren com a ostatge Ellie i el seu fill Tommy.

## Repartiment
- Tom Berenger: el detectiu Mike Keegan
- Mimi Rogers: Claire Gregory
- Lorraine Bracco: Ellie Keegan
- Jerry Orbach: el tinent Garber
- John Rubinstein: Neil Steinhart
- Andreas Katsulas: Joey Venza
- Tony DiBenedetto: T.J.
- James E. Moriarty: Koontz
- Mark Moses: Win Hockings
- Daniel Hugh Kelly: Scotty
- Harley Cross: Tommy Keegan
- Joanne Baron: Helen Greening
- Anthony Bishop: Cambrer

## Al voltant de la pel·lícula
El rodatge es va desenvolupar a Queens, a Nova York, així com a Long Beach, a Califòrnia. Les escenes del cabaret de nit, així com l'homicidi de la piscina van ser rodades a bord del paquebot Queen Mary.

## Banda original
- Someone to Watch Over Me, interpretat per Sting
- Johnny Come Home, interpretat per Fine Young Cannibals
- Suspicious Minds, interpretat per Fine Young Cannibals
- Eight Little Notes, interpretat per Audrey Hall
- Cry, interpretat per Johnnie Ray
- Freedom Overspill, interpretat per Steve Winwood
- What More Can I Ask, interpretat per Ray Noble
- Marie, Marie, interpretat per The Blasters
- Smoke Gets In Your Eyes, interpretat per Irene Dunne
- Memories of Green, interpretat per The New American Orchestra
- Walk Right In, interpretat per Tex Seneka
- Someone to Watch Over Me, interpretat per Gene Ammons, Richard Wyands, Doug Watkins i J.C. Heard
- Someone to Watch Over Me, interpretat per Roberta Flack
- Ebben ? ne andro lontana, composta per Alfredo Catalani, interpretat per Wilhelmenia Wiggins Fernandez i l'orquestra Simfònica de Londres dirigida per Vladimir Cosma
- Viens Malika... Dôme épais le jasmin, composta per Léo Delibes, interpretada per Mady Mesplé i Danielle Mill dirigides per Alain Llombard
- Glòria, composta per Antonio Vivaldi
- Ària, compost per Johann Sebastian Bach

## Nominacions
- A la millor fotografia per l'American Society of Cinematographers el 1988.
- A la millor pel·lícula en el festival Fantasporto el 1988.